# Charles Edward McDonnell

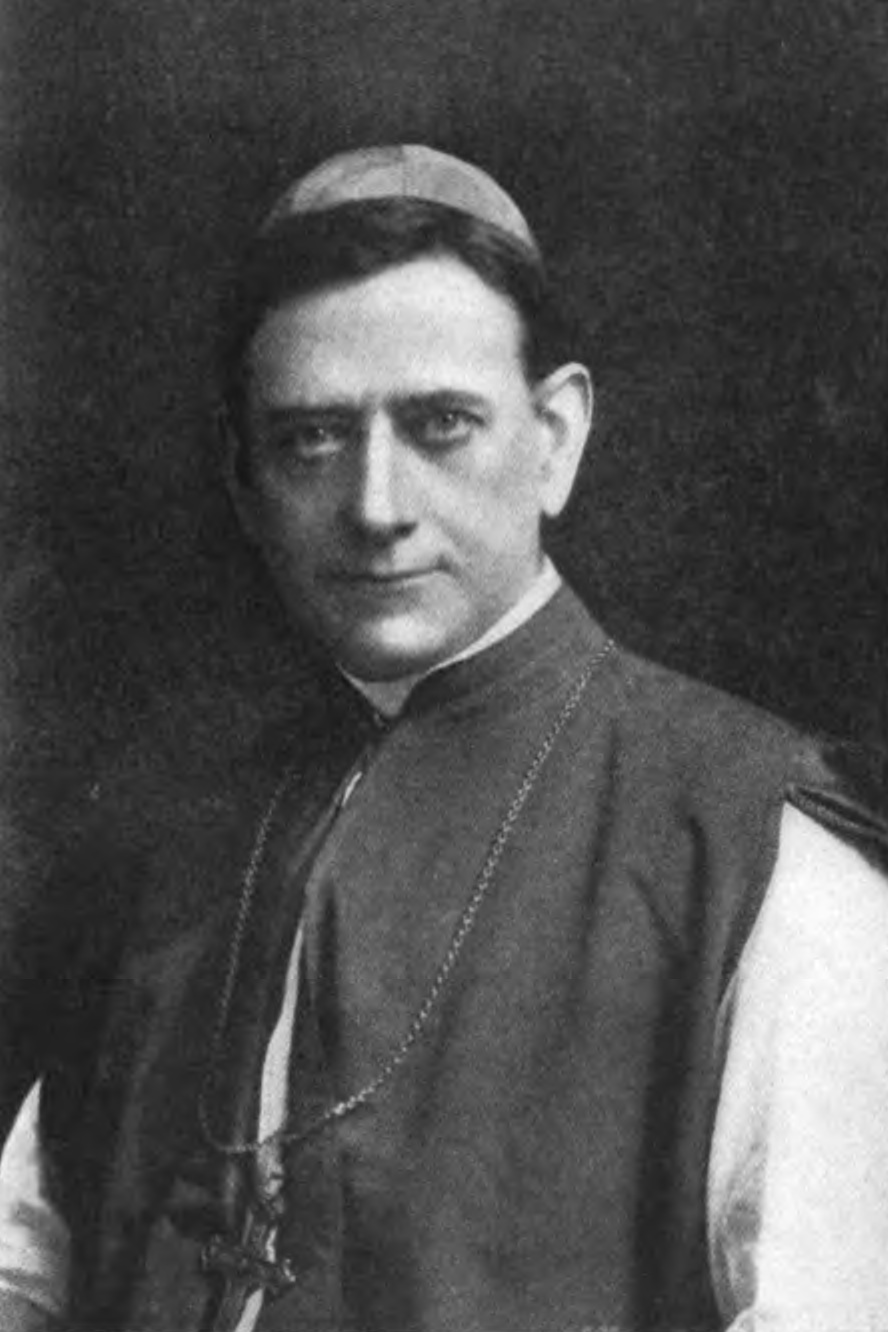

Charles Edward McDonnell (* 1. Februar 1854 in New York City; † 8. August 1921 in Brentwood) war ein US-amerikanischer Geistlicher.
McDonnell war der Sohn von Charles McDonnell, einem Drucker, und seiner Frau Eleanor. 1868 trat er in das St. Francis Xavier College ein. 1872 wurde er von John McCloskey zum Päpstlichen Nordamerika-Kolleg geschickt. Kurz danach promovierte er zum Doctor of Divinity. Er wurde am 19. Mai 1878 in Rom zum Priester für das Erzbistum New York geweiht. Papst Leo XIII. ernannte ihn am 11. März 1892 zum zweiten Bischof von Brooklyn. Michael Augustine Corrigan, Erzbischof von New York, spendete ihm am 25. April 1892 in der St. Patrick’s Cathedral die Bischofsweihe. Mitkonsekratoren waren Bernard John Joseph McQuaid, Bischof von Rochester, und Francis Silas Marean Chatard, Bischof von Vincennes.